# Aulonemia
Aulonemia o Matudacalamus és un gènere de bambús de la família de les poàcies, ordre de les poals, subclasse commelínides, classe liliòpsides, divisió magniliofitins. És originària d'Amèrica Central i Amèrica del Sud tropical.

## Taxonomia
Taxonomia de Aulonemia.
- Aulonemia cingulata McClure et L. B. Sm.
- Aulonemia fulgor Soderstr.
- Aulonemia intermedia McClure et L. B. Sm.
- Aulonemia jauaensis Judz. i Davidse
- Aulonemia longiaristata L. G. Clark et Londoño
- Aulonemia pumila L. G. Clark et Londoño
- Aulonemia robusta L. G. Clark et Londoño